# La lentitud de los bueyes
La lentitud de los bueyes, de Julio Llamazares –formado por un poema unitario dividido en veinte fragmentos- desarrolla una meditación sobre el tiempo, la soledad, el sentido de la vida y de la muerte (meditación que será también el eje de su siguiente poemario, Memoria de la nieve, aunque en este será perceptible la influencia surrealista). El ritmo lento, reiterativo, tan acorde con el tema, constituye uno de los aciertos del libro.
- Datos: Q5967121